# Stefan Baliński (architekt)
Stefan Baliński (ur. w grudniu 1794 w Jankowicach, zm. 5 marca 1872 w Warszawie) – polski architekt i malarz, wolnomularz.

## Życiorys
Po ukończeniu budownictwa na Królewskim Uniwersytecie Warszawskim objął posadę asesora budowlanego sandomierskiego w Radomiu. W 1840 został budowniczym gubernialnym w Warszawie, a w latach 1845–1850 był wykładowcą architektury i perspektywy w Szkole Sztuk Pięknych. Autor wielu budów i przebudów w Radomiu oraz Warszawie i ówczesnej guberni.

## Wybrane dzieła
- Kamienica przy ul. Żeromskiego 5 w Radomiu
- Pałac Kierzkowskich w Radomiu
- Pałacyk Balińskich-Hemplów w Radomiu
- Rogatka Warszawska w Radomiu